# Naturalización

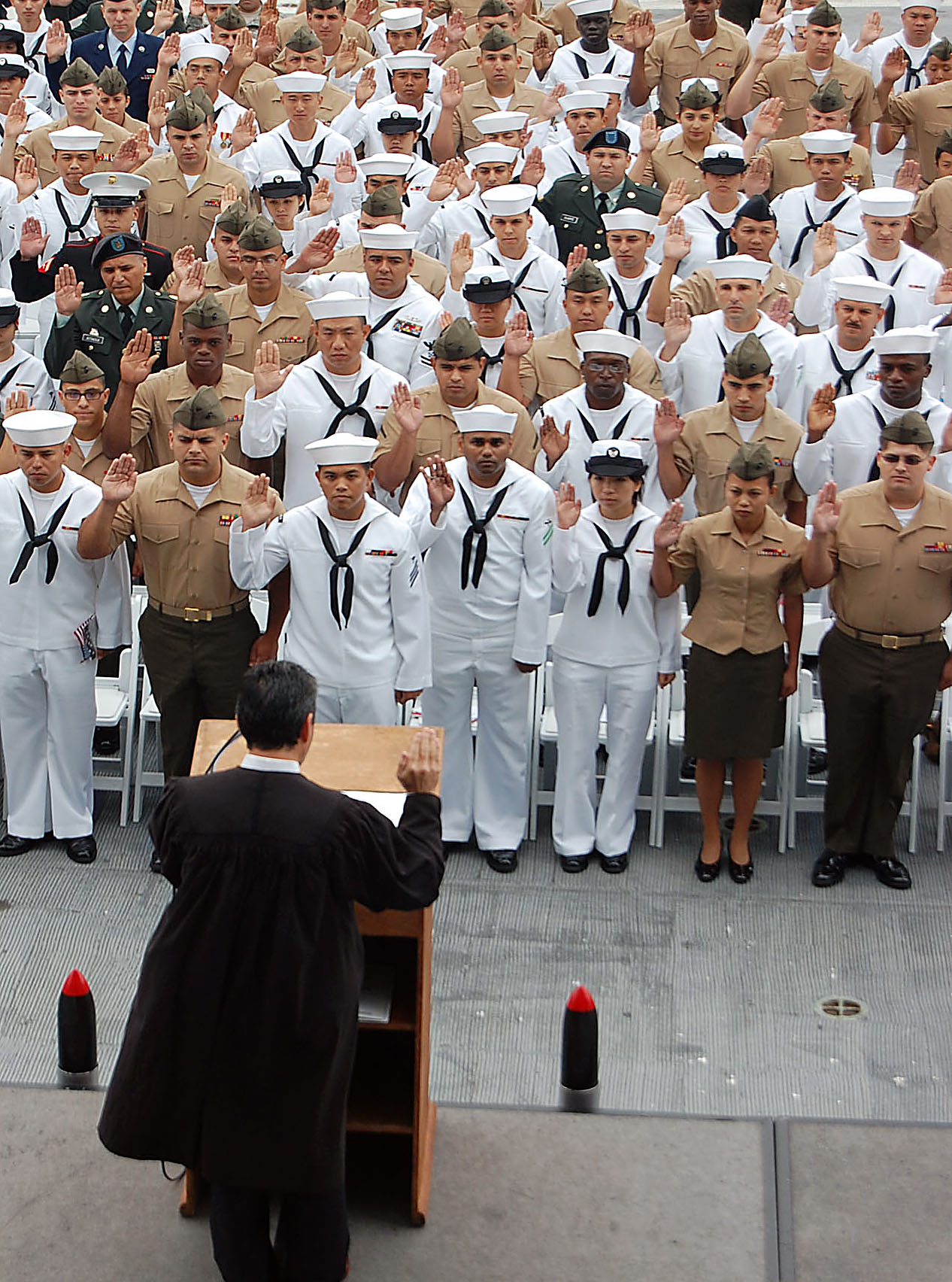
Miembros del servicio de los Estados Unidos prestan juramento como ciudadanos de los Estados Unidos a bordo del USS Midway en 2009

La naturalización (también, nacionalización) es el proceso mediante el cual el ciudadano de un Estado adquiere la nacionalidad de un segundo Estado con el que ha adquirido vínculos producto de la estancia y la residencia de manera legal o por otros motivos —por ejemplo, el matrimonio y la ascendencia directa de padres, abuelos, etcétera—. Quienes adoptan una nacionalidad por naturalización adquieren también, si cumplen con los requisitos necesarios y son mayores de edad, la calidad de ciudadanos de ese país.
Algunos Estados establecen que, para que un ciudadano de otro país adquiera su nacionalidad, debe primero renunciar a su nacionalidad anterior ante un funcionario público de su país. Sin embargo, existen convenios bilaterales o multilaterales por los cuales los ciudadanos de un país pueden adquirir la nacionalidad y la ciudadanía del otro país sin necesidad de renunciar a la anterior, es decir, pueden tener una doble nacionalidad. Estas personas son conocidas con el nombre de ciudadanos binacionales.

## Naturalización por países
En varios países de América y Europa se adquiere la nacionalidad por el simple hecho de nacer en ese país (independiente de la nacionalidad de madre o de padre).

### Argentina
La naturalización se encuentra regulada por el art. 20 de la Constitución Nacional, la Ley 346 y su decreto reglamentario 3213/84. Solo se requiere tener al menos 18 años de edad, haber vivido en el país por dos años y solicitar la carta de ciudadanía a un juez federal. El decreto establece como causales de rechazo el estar procesado en causa criminal, haber estado en la cárcel por más de 3 años en los últimos 5 años, tener un medio de vida deshonesto o haber cometido actos contra la democracia, delitos de lesa humanidad o que importen la concentración del poder. A diferencia de otros países, no hay un nexo causal entre la residencia legal y la ciudadanía. Es decir, se puede solicitar la ciudadanía argentina aun estando indocumentado ya que el requisito es el de haber vivido en la Argentina por 2 años. Las cortes han aceptado el trabajo irregular como trabajo honesto así como la Corte Suprema reconoce desde 1928 que el ingreso irregular puede ser subsanado por constituir el hogar con ánimo de arraigo en el país.
El requisito de los 2 años puede ser sorteado por tener hijos y/o cónyuge argentino. Hay otras causales también.

### Colombia
La Constitución Política de 1991, en su artículo 96 establece los parámetros que definen el derecho a la nacionalidad colombiana, así como en este mismo se menciona del derecho que tienen los extranjeros para su naturalización en acuerdo a lo que establezcan las leyes propias del país. En el mismo se enmarca que los pueblos indígenas que residen en zonas fronterizas tienen derecho a ejercer la ciudadanía colombiana en base al principio de reciprocidad que se tratare en acuerdos internacionales con los vecinos.
Según la Ley 43 de 1993, se adquiere la calidad de ciudadano colombiano al reunirse las siguientes condiciones, en el caso de extranjeros residentes:

Los extranjeros que residan en el territorio colombiano pueden adoptar la ciudadanía colombiana si siendo extranjeros, demuestran que su domicilio en Colombia duró cinco o más años continuos en el territorio nacional. Para los españoles, el periodo es de dos años continuos, y para los nativos de cualquier país hispanoamericano y del Caribe, un año continuo

Para que un extranjero pueda acceder a la ciudadanía colombiana debe manifestar su voluntad sobre el acogimiento de la misma, así mismo y en acuerdo a la anterior ley deberá solicitar su inscripción ante el Ministerio de Relaciones Exteriores de Colombia, y en el caso de ciudadanos hispanoamericanos lo puede hacer en las alcaldías, y para el caso de los extranjeros no hispanos también pueden solicitar su ciudadanía en las gobernaciones departamentales. En todo caso, deberán tramitar el registro civil de naturalización, y en él podrán inscribir si lo desean a sus hijos menores de edad que deseé el ciudadano naturalizar. Cabe aportar que ningún ciudadano que haya obtenido la nacionalidad colombiana siendo extranjero no deberá en caso alguno renunciar a la nacionalidad propia, y que en el caso de que el extranjero destaque en los campos del interés nacional puede obtener la ciudadanía colombiana con el visto bueno del gobierno de Colombia y el del Ministerio de Relaciones Exteriores si no cumple con alguno de los requisitos anteriores.

### Costa Rica
Según la constitución nacional de Costa Rica, la nacionalidad se puede obtener de las siguientes formas:
- Naturalización por residencia: Para naturalizarse por esta ley, se requiere haber residido en Costa Rica de manera oficial por espacio de cinco años, quienes sean iberoamericanos y españoles por nacimiento, y siete años, quienes son de las demás nacionalidades.

- Naturalización por permanencia legal en el país (más de 20 años): Para naturalizarse por esta ley, se requiere haber residido en Costa Rica de manera física por espacio de 25 años o más.

- Naturalización por matrimonio: Para naturalizarse por esta modalidad, se requiere haber estado casado (a) con costarricense por espacio de dos años y haber residido físicamente por ese mismo período en el país.

Así mismo, diferentes leyes estipulan lo concerniente a la naturalización y/o adopción de la ciudadanía costarricense: 
- Naturalización por Ley 1902 (Mayores de 25 años): Para naturalizarse por esta ley, se requiere haber nacido en el extranjero, y ser hijo o hija de padre o madre costarricense por nacimiento, mayor de 25 años, que no haya hecho opción de nacionalidad y haber residido en Costa Rica físicamente por espacio de 05 (cinco) años cuando el lugar de nacimiento sea en alguno de los países iberoamericanos y 07 (siete) años, cuando el país de nacimiento corresponde a alguna de las demás nacionalidades.

- Naturalización por la Ley 1916 del 5 de agosto de 1955: Para naturalizarse por esta ley, se requiere ser nacido en Costa Rica, hijo de padres extranjeros, mayor de 25 años, que no haya hecho opción de nacionalidad y haber residido en físicamente en el país por espacio de 05 (cinco) años cuando los padres sean iberoamericanos o españoles por nacimiento, y 07 (siete) años, cuando los padres son de las demás nacionalidades.

### El Salvador
En el artículo 92 de la constitución de El Salvador se enumera cuatro formas de naturalizarse bajo la nacionalidad salvadoreña. 
1. Los españoles e hispanoamericanos del origen que tuvieren un año de residencia en el país.
2. Los extranjeros de cualquier origen que tuvieren cinco años de residencia en el país.
3. Los que por servicios notables prestados a la República obtengan esa calidad del Órgano Legislativo
4. El (la) extranjero/a casado/a con salvadoreño/a o que acreditaren dos años de residencia en el país, anteriores o posteriores a la celebración del matrimonio.

### México
La Constitución Política de los Estados Unidos Mexicanos establece que la nacionalidad mexicana se adquiere por nacimiento o por naturalización (Artículo 30). 
Los ciudadanos extranjeros que adquieren la nacionalidad mexicana, deberán acreditar que han residido en territorio nacional cuando menos durante los últimos cinco años inmediatos anteriores a la fecha de su solicitud, salvo algunas excepciones que marca la Ley de Nacionalidad en su artículo 20. Así mismo, los extranjeros formularán renuncia expresa a la nacionalidad que les sea atribuida, a toda sumisión, obediencia y fidelidad a cualquier Estado extranjero, especialmente de aquel que le atribuya la otra nacionalidad, a toda protección extraña a las leyes y autoridades mexicanas, y a todo derecho que los tratados o convenciones internacionales concedan a los extranjeros en el territorio mexicano. Asimismo, protestarán adhesión, obediencia y sumisión a las leyes y autoridades mexicanas y se abstendrán de realizar cualquier conducta que implique sumisión a un Estado extranjero.

### Panamá
En Panamá según la constitución Política de 1972, en el Título II de Nacionalidad y Extranjería
En el artículo 10 dicta
1. Extranjeros con 5 años consecutivos de residencia en el territorio de la República si, después de haber alcanzado su mayoría de edad, declaran su voluntad de naturalizarse, renuncian expresamente a su nacionalidad de origen o a la que tengan y comprueban que poseen el idioma español y conocimientos básicos de geografía, historia y organización política panameñas.
2. Extranjeros con tres años consecutivos de residencia en el territorio de la República que tengan hijos nacidos en ésta, de padre o madre panameños o cónyuge de nacionalidad panameña, si hacen la declaración y presentan la comprobación de que traba el aparte anterior.
3. Los nacionales por nacimiento, de España o de un Estado Latinoamericano, si llenan los mismos requisitos que en sus país de origen se exigen a los panameños para naturalizarse.

Artículo 11.
Son panameños por disposición constitucional y sin necesidad de carta de naturaleza, los nacidos en el extranjero y adoptados antes de cumplir siete años por nacionales panameños.

### Perú
La Constitución Política del Perú establece que la nacionalidad peruana se obtiene por nacimiento, por opción o por naturalización. Estos dos últimos supuestos se verificarán solo si es que la persona tiene residencia en Perú.
Un ciudadano extranjero, para optar por la nacionalidad peruana, deberá residir legalmente en el Perú un mínimo de dos años. No tiene que renunciar a su primera ciudadanía.